# Erislandy Álvarez
Erislandy Álvarez Borges (Cienfuegos, 14 juli 2000) is een Cubaans bokser. Hij werd olympisch kampioen in de lichtgewichtklasse op de Olympische Spelen van 2024. Ook won hij zilver op de Wereldkampioenschappen boksen in 2023.

## Erelijst

### Olympische Spelen
- 2024 in Parijs, Frankrijk (–63,5 kg)

### Wereldkampioenschappen
- 2023 in Tasjkent, Oezbekistan (–60 kg)

1904: Harry Spanger ·
1908: Frederick Grace ·
1920: Samuel Mosberg ·
1924: Hans Jacob Nielsen ·
1928: Carlo Orlandi ·
1932: Lawrence Stevens ·
1936: Imre Harangi ·
1948: Gerald Dreyer ·
1952: Aureliano Bolognesi ·
1956: Richard McTaggart ·
1960: Kazimierz Paździor ·
1964: Józef Grudzień ·
1968: Ronald W. Harris ·
1972: Jan Szczepański ·
1976: Howard Davis Jr. ·
1980: Ángel Herrera ·
1984: Pernell Whitaker ·
1988: Andreas Zülow ·
1992: Oscar de la Hoya ·
1996: Hocine Soltani ·
2000: Mario Kindelán ·
2004: Mario Kindelán ·
2008: Aleksej Tisjtsjenko ·
2012: Vasyl Lomatsjenko ·
2016: Robson Conceição ·
2020: Andy Cruz ·
2024: Erislandy Álvarez